# Житова, Ольга Игоревна
О́льга И́горевна Жи́това (до 2003 — Па́льчикова) (р. 25 июля 1983 года, Иркутск) — российская волейболистка, член национальной сборной в 2006 году. Чемпионка мира 2006. Центральная блокирующая. Заслуженный мастер спорта России.

## Биография
Ольга Пальчикова родилась в спортивной семье. Её отец — Игорь Андреевич Пальчиков — мастер спорта международного класса по лёгкой атлетике (толкание ядра), мама — Татьяна Николаевна — мастер спорта также по лёгкой атлетике. Волейболом Ольга начала заниматься в Иркутске в 1993 году. Первый тренер — Т. М. Новосёлова. Выступала за команды: 1999—2005 — «Электросвязь»/«Ангара» (Иркутск), 2005—2010 — «Динамо-Янтарь» (Калининград/Москва) (до 2006 — «Динамо» Московская область), 2010—2012 — «Омичка» (Омск), 2012—2013 — «Тюмень»-ТюмГУ (Тюмень), 2013—2014 — «Динамо» (Москва).
В составе подмосковного «Динамо» волейболистка стала бронзовым призёром чемпионата России 2006. По итогам этого чемпионата стала лучшей блокирующей среди всех игроков суперлиги. В сезоне-2013/14 выиграла с московским «Динамо» Кубок России и серебряную медаль чемпионата страны.
После окончания сезона 2013/14 Ольга Житова объявила о перерыве в своей игровой карьере.

## Сборная России
В 2006 году Ольга Житова в составе сборной России по волейболу стала чемпионкой мира и серебряным призёром Гран-при. В конце 2006 года спортсменке было присвоено звание заслуженный мастер спорта России.